# Фэнт, Ноа
Ноа Фэнт (англ. Noah Fant; 20 ноября 1997, Омаха, Небраска) — профессиональный американский футболист, тайт-энд клуба НФЛ «Сиэтл Сихокс». На студенческом уровне выступал за команду университета Айовы. На драфте НФЛ 2019 года был выбран в первом раунде под общим двадцатым номером.

## Биография
Ноа Фэнт родился 20 ноября 1997 года в Омахе в штате Небраска. Во время учёбы в старшей школе Омаха Саут он играл за футбольную команду на позициях тайт-энда и ди-энда. В течение двух сезонов он был капитаном команды, установил школьные рекорды по количеству приёмов и тачдаунов за сезон и карьеру. В выпускной год его включили в состав сборной звёзд штата. Также Фэнт представлял школу на соревнованиях по лёгкой атлетике и играл в баскетбол. После окончания школы он поступил в университет Айовы.

### Любительская карьера
В турнире NCAA Фэнт дебютировал в сезоне 2016 года, сыграв в одиннадцати матчах и набрав 70 ярдов с тачдауном. В 2017 году он сыграл в тринадцати матчах, часть из них начав в стартовом составе и набрав на приёме 494 ярда с 11 тачдаунами. Перед началом следующего сезона Фэнта называли в числе претендентов на Джон Мэки Эворд, награду лучшему тайт-энду студенческого футбола. В 2018 году он сыграл в тринадцати матчах, набрав на приёме 519 ярдов с семью тачдаунами. По итогам сезона тренеры команд Big Ten включили его в состав сборной звёзд конференции.
Всего за время выступлений в колледже Фэнт набрал на приёме 1 083 ярда. Его 19 тачдаунов стали лучшим в истории университета и третьим в истории конференции результатом для тайт-эндов.

#### Статистика выступлений в NCAA
| Сезон | Команда      | Игры | Приём | Приём | Приём | Приём | Вынос | Вынос | Вынос | Вынос |
| Сезон | Команда      | Игры | Rec   | Yds   | Y/A   | TD    | Att   | Yds   | Y/A   | TD    |
| ----- | ------------ | ---- | ----- | ----- | ----- | ----- | ----- | ----- | ----- | ----- |
| 2016  | Айова Хокайс | 11   | 9     | 70    | 7,8   | 1     | 0     | 0     | 0,0   | 0     |
| 2017  | Айова Хокайс | 13   | 30    | 494   | 16,5  | 11    | 2     | -1    | -0,5  | 0     |
| 2018  | Айова Хокайс | 13   | 39    | 519   | 13,3  | 7     | 2     | 1     | 0,5   | 0     |
| Всего | Всего        | 26   | 78    | 1 083 | 13,9  | 19    | 4     | 0     | 0,0   | 0     |

### Профессиональная карьера
Перед драфтом НФЛ 2019 года аналитик сайта Bleacher Report Мэтт Миллер сильными сторонами Фэнта называл очень высокий уровень атлетизма, способность ловить мяч в борьбе, эффективность в зачётной зоне соперника, хорошую скорость, умения блокировать и играть на различных местах формации. Среди недостатков Миллер отмечал недостаток жёсткости в борьбе с защитниками на маршрутах, нехватку мышечной массы, некоторую скованность в движениях. В целом Фэнт характеризовался как игрок с большим потенциалом для развития, ему прогнозировали выбор в первом раунде драфта. 
На драфте Фэнт был выбран «Денвером» в первом раунде под общим двадцатым номером. В мае он подписал с клубом четырёхлетний контракт с возможностью продления на один год, сумма соглашения составила 12,6 млн долларов. В дебютном сезоне он сыграл в шестнадцати матчах регулярного чемпионата, набрав на приёме 562 ярда с тремя тачдаунами. Фэнт провёл год на хорошем уровне, несмотря на плохие результаты команды, завершившей чемпионат с семью победами и девятью поражениями. В 2020 году он вошёл в десятку лучших тайт-эндов лиги по количеству набранных ярдов и приёмов мяча, несмотря на несколько травм. Ему удалось стать первым в истории «Бронкос» тайт-эндом, сделавшим 100 приёмов в первые два сезона карьеры. Как и вся команда, Фэнт провёл чемпионат нестабильно: он стал третьим в составе по количеству приёмов на 16 и более ярдов, но с третьей по четырнадцатую неделю не сумел отличиться тачдаунами. В регулярном чемпионате 2021 года он сыграл в стартовом составе в шестнадцати матчах, сделав 68 приёмов на 670 ярдов с четырьмя тачдаунами. В марте 2022 года Фэнт перешёл в «Сиэтл Сихокс» в рамках сделки по обмену квотербека Расселла Уилсона.

#### Статистика выступлений в НФЛ

##### Регулярный чемпионат
| Сезон | Команда        | Игры | Приём | Приём | Приём | Приём | Вынос | Вынос | Вынос | Вынос |
| Сезон | Команда        | Игры | Rec   | Yds   | Y/A   | TD    | Att   | Yds   | Y/A   | TD    |
| ----- | -------------- | ---- | ----- | ----- | ----- | ----- | ----- | ----- | ----- | ----- |
| 2019  | Денвер Бронкос | 16   | 40    | 562   | 14,1  | 3     | 3     | -12   | -4,0  | 0     |
| 2020  | Денвер Бронкос | 15   | 62    | 673   | 10,9  | 3     | 0     | 0     | 0,0   | 0     |
| 2021  | Денвер Бронкос | 16   | 68    | 670   | 9,9   | 4     | 0     | 0     | 0,0   | 0     |
| Всего | Всего          | 47   | 170   | 1905  | 11,2  | 10    | 3     | -12   | -4,0  | 0     |